# Тихомиров Сергій Михайлович
Сергій Михайлович Тихомиров (14 лютого 1905, місто Москва, тепер Російська Федерація — 25 листопада 1982, місто Москва) — радянський діяч, міністр хімічної промисловості СРСР, заступник голови Вищої ради народного господарства СРСР. Кандидат у члени ЦК КПРС у 1952—1956 роках. Член ЦК КПРС у 1956—1961 роках. Депутат Верховної Ради СРСР 4—5-го скликань.

## Життєпис
Народився в родині службовця. У 1919—1921 роках — пильщик дрів Київського відділу народної освіти.
У 1921—1922 роках — переписувач піхотних командних курсів РСЧА в місті Києві.
З 1922 по 1924 рік — безробітний.
У 1924—1925 роках — конторник кооперативу ВЦВК і РНК РРФСР у Москві. У 1925—1926 роках — рахівник Московського відділення Держпромкольору.
У 1926—1930 роках — студент Московського інституту тонкої хімічної технології (хіміко-технологічного інституту), інженер-технолог органічних барвників і проміжних продуктів.
У 1930—1932 роках — асистент, заступник завідувача, завідувач вуглехімічного відділення Московського хіміко-технологічного інституту імені Менделєєва.
У 1932—1933 роках — інженер спецлабораторії хімічного заводу «Свободный труд» міста Ярославля.
У 1933—1934 роках — інженер спецсектора Московського науково-дослідного інституту лаків і фарб.
У 1934—1935 роках — хімік спеціальній лабораторії, заступник завідувача дослідними установками Московського науково-дослідного інституту органічних продуктів і барвників імені Ворошилова.
У 1935—1938 роках — начальник зміни, заступник начальника, начальник цеху, в 1938—1942 роках — головний інженер Дорогомиловського хімічного заводу Москви.
Член ВКП(б) з 1939 року.
У 1942—1947 роках — директор Дорогомиловського хімічного заводу Москви.
У травні 1947 — січні 1950 року — заступник, 1-й заступник міністра хімічної промисловості СРСР.
17 січня 1950 — 7 червня 1958 року — міністр хімічної промисловості СРСР.
7 червня — 20 серпня 1958 року — голова Державного комітету Ради міністрів СРСР із хімії.
У 1958—1960 роках — 1-й заступник голови Державного комітету Ради міністрів СРСР із хімії.
У 1960—1962 роках — заступник голови Державної економічної ради Ради міністрів СРСР.
У 1962—1963 роках — заступник голови Державного планового комітету Ради міністрів СРСР.
У 1963 році — заступник голови Ради народного господарства СРСР — начальник Управління хімічної та нафтовидобувної промисловості РНГ СРСР.
У травні 1963 — 2 жовтня 1965 року — заступник голови Вищої ради народного господарства СРСР — міністр СРСР.
2 жовтня 1965 — 1969 року — 1-й заступник міністра хімічної промисловості СРСР.
У 1969—1980 роках — заступник голови Державного комітету Ради міністрів СРСР з науки і техніки.
З жовтня 1980 року — персональний пенсіонер союзного значення в Москві.
У 1980—1982 роках — радник Державного комітету СРСР з науки і техніки.
Помер 25 листопада 1982 року в Москві.

## Нагороди і звання
- три ордени Леніна (12.02.1955,)
- три ордени Трудового Червоного Прапора
- медалі
- Сталінська премія ІІІ ступеня (1948) — за розробку та впровадження безперервного методу виробництва бензидин-сульфату, що забезпечив значне збільшення продуктивності апаратури і зниження шкідливості виробництва